# Jordanus Nemorarius
Jordanus Nemorarius (auch Jordanus de Nemore) war ein Mathematiker und Mechaniker des frühen 13. Jahrhunderts.

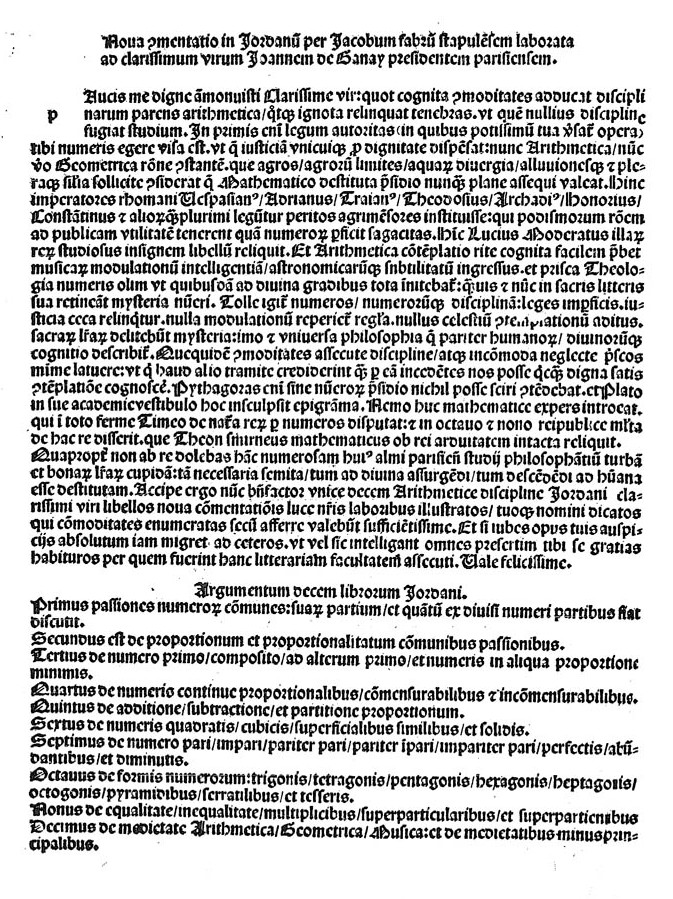
Demonstrationes in Arithmetica

## Leben
Seine Lebensdaten sind nicht überliefert, jedoch kann aus der Erwähnung seiner Schriften in anderen datierten Werken geschlossen werden, dass er in der ersten Hälfte des 13. Jahrhunderts wirkte. Im Katalog Biblionomia von Richard de Fournival aus Amiens aus der Zeit von 1246 bis  1260 sind zwölf seiner Werke aufgeführt. Einige Historiker gehen von einer Identität mit dem Dominikaner Jordan von Sachsen aus, was aber nicht schlüssig beweisbar ist. Häufig angegebene Lebensdaten sind die des Jordanus von Sachsen. Außer dieser Identifizierung mit Jordan von Sachsen haben sich in keiner zeitgenössischen Liste von Klerikern Hinweise auf ihn gefunden, so dass er möglicherweise kein Geistlicher war.
In einem Manuskript gibt es einen handschriftlichen Zusatz, der auf eine Lehre an der Universität in Toulouse deutet, doch wurde die Zuschreibung an Jordanus bezweifelt.
Der Ursprung des Namenszusatzes de Nemore ist unklar. Ein Ort dieses Namens wie Nemus lässt sich nach Edward Grant (Dictionary of Scientific Biography) nicht mit Sicherheit identifizieren (z. B. Nemi (Latium)), nach Moritz Cantor verweist er auf lateinisch Nemus (Wald) und wird von ihm zur Unterstützung seiner Identifizierung mit Jordan von Sachsen herangezogen, im Sinne einer Herkunft aus einer waldreichen Gegend. Der Name könnte aber auch auf seine Beschäftigung mit Arithmetik (Korrumpiert von de numero oder de numeris) stammen.

## Werke

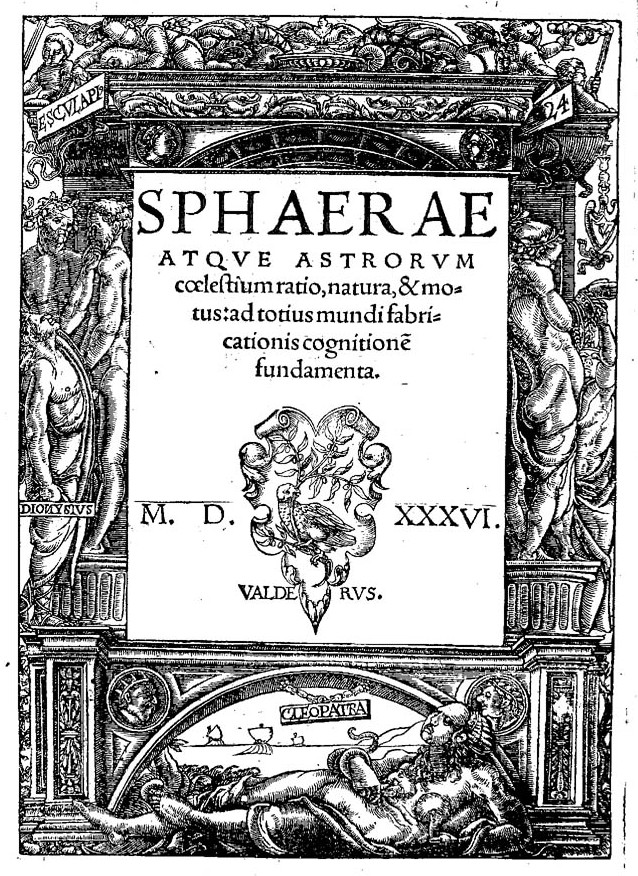

Er schrieb zahlreiche Bücher über Arithmetik, Algebra, Geometrie und Astronomie. Die Niederschrift seiner Werke erfolgte wohl durch seine Schüler. Bis ins 17. Jahrhundert waren seine Werke häufig im Gebrauch. In seinem Hauptwerk, dem Liber de numeris datis, erläutert er unter anderem die Lösung von quadratischen Gleichungen mit einer Methode, die der des al-Chwarizmi ähnelt, jedoch in allgemeiner Form gehalten ist, da hier zum ersten Mal Buchstabensymbole konkrete Zahlen ersetzen.
Von besonderer Bedeutung ist er auch für die Geschichte der Mechanik. Von ihm stammt die erste korrekte Beschreibung der Statik von Gewichten auf einer schiefen Ebene. Nach Pierre Duhem findet sich bei Jordanus auch die erste Verwendung des Prinzips der Virtuellen Arbeit bei seiner Beschreibung des Hebels.
Insgesamt sechs Werke werden Jordanus Nemorarius mit Sicherheit zugeordnet:

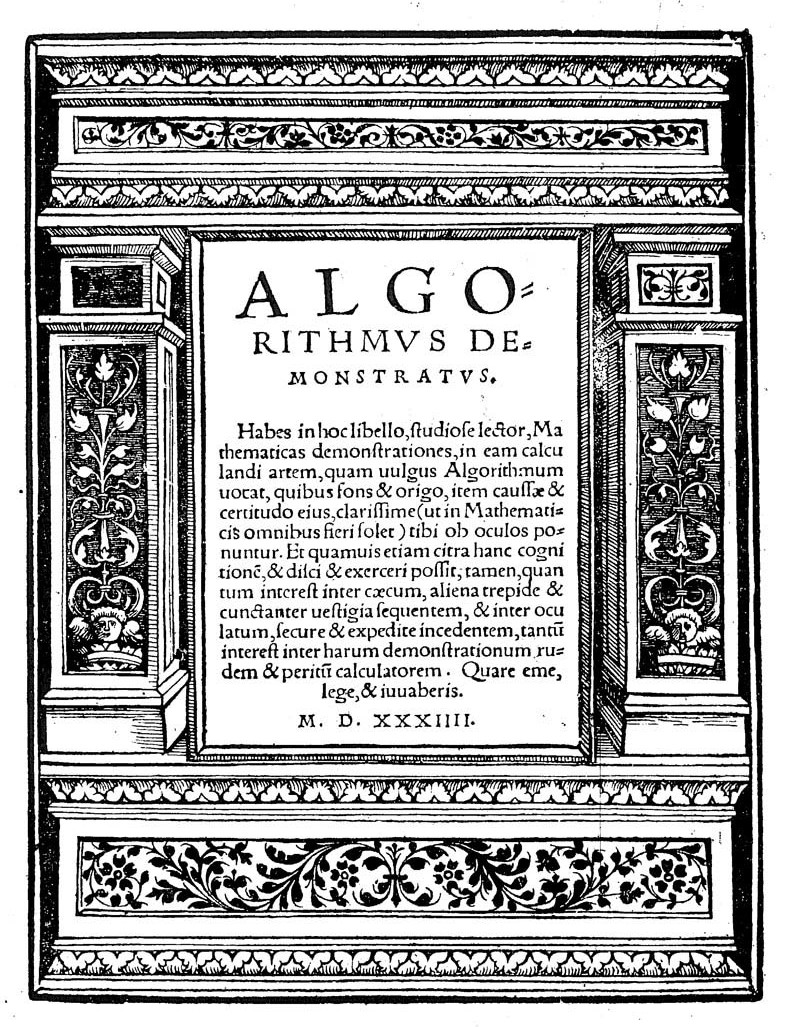
Algorithmus demonstratus, veröffentlicht 1534 von Johannes Schöner

- Communis et consuetus (Opus numerorum). Nach Gustav Eneström eine kürzere, ältere Version der Demonstrationes de algorismo (siehe unten).[4] Mit dem Werk (und der unten erwähnten längeren Version Demonstrationes de algorismo[5]) verbunden ist eine kurze Abhandlung Tractatus minutiarum (nach Eneström) über Brüche.[6]
- De elementis arismetice artis – erstes mittelalterliches Buch über Zahlentheorie.[7] Es wurde 1496 (und in mehreren Auflagen bis 1514) in Paris gedruckt mit eigenen Zusätzen, Kommentaren und Beweisen von Jacques Lefèvre d’Étaples.
- De plana spera (über stereographische Projektion). Es beruht auf der Behandlung bei Claudius Ptolemäus in dessen Abhandlung Planisphaerium. In ihr wird zum ersten Mal allgemein gezeigt, dass dabei Kreise auf Kreise abgebildet werden. Es wurde 1536 in Basel gedruckt (Planispherium) und in Venedig 1558 von Federico Commandino.
- Elementa super demonstrationem ponderum (oder Elementa de ponderibus), über Mechanik[8]
- Liber de numeris datis (4 Bände, Universitätslehrbuch über Algebra, lineare und quadratische Gleichung sowie Gleichungssysteme).[9]
- Liber philotegni de triangulis (über Geometrie)[10]

Weitere Werke werden auch Jordanus Nemorarius zugeschrieben, wobei hier die Zuordnung nicht gesichert ist:
- De isoperimetris (über Isoperimetrische Figuren)
- De proportionibus[11]
- De ratione ponderis (über Gewichte)[12]
- Demonstrationes de algorismo (Erklärung des arabischen Zahlensystems)[13]

Er hatte eine so herausragende Stellung in der Lehre der Arithmetik und Statik im Mittelalter, dass viel unter seinem Namen erschien, was aus anderen Händen stammte und später auch als Buch gedruckt wurde, beispielsweise Algorithmus demonstratus Jordani (Nürnberg 1534) nach einem anonymen Manuskript, das sich im Nachlass von Regiomontanus fand.
Auszüge seiner mechanischen Schriften (oder Jordanus zugeschriebener Schriften) erschienen im 16. Jahrhundert zum Beispiel von Peter Apian (Nürnberg 1533) und bei Nicolo Tartaglia (Quesiti et inventioni diverse, zuerst Venedig 1546). Aus Manuskripten im Nachlass von Tartaglia (De ratione ponderis) veröffentlichte Curtius Trojanus 1565 in Venedig Jordani Opusculum de ponderositate.